# Bienvenida (familia)

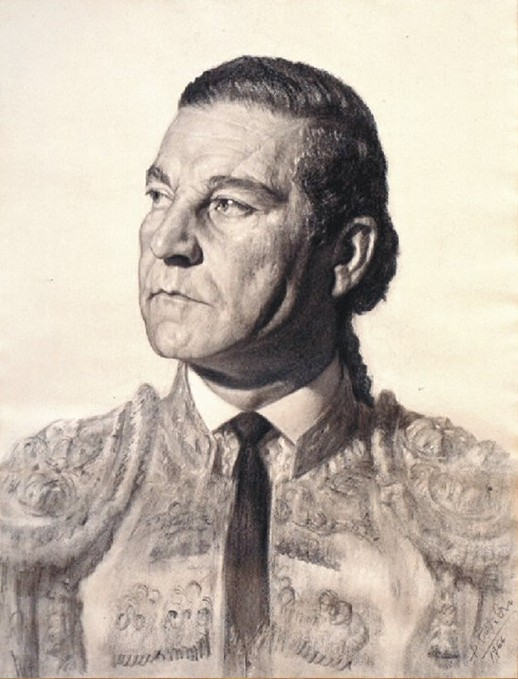
Retrato de Antonio Bienvenida

La familia Bienvenida es una de las dinastías más célebres de la historia del arte del toreo. Su origen se sitúa en el siglo XIX en el pueblo extremeño de Bienvenida, donde nacieron Manuel Mejías Luján y su hijo Manuel Mejías Rapela. Este último, también conocido como El Papa Negro, sería el verdadero iniciador de la dinastía, que desaparece con la muerte de Ángel Luis Bienvenida, el 4 de febrero de 2007.
Está integrada por los siguientes toreros:
- Manuel Mejías Luján "Bienvenida (I)" (1844-1908), banderillero español, padre de:
  - José Mejías Rapela "Bienvenida (II)" (1880-1959), torero español.
  - Manuel Mejías Rapela, el Papa Negro, (1884-1964), torero español, padre de:
    - Manuel Mejías Jiménez, más conocido como Manolo Bienvenida, (1912-1938), torero español.
    - José Mejías Jiménez, más conocido como Pepe Bienvenida, (1914-1968), torero español.
    - Antonio Mejías Jiménez, más conocido como Antonio Bienvenida, (1922-1975), torero venezolano.
    - Ángel Luis Bienvenida, apodado dandy, (1924-2007), torero español.
    - Juan Mejías Jiménez, más conocido como Juan Bienvenida, (19xx,1989), torero español.

En la actualidad, solo vive un descendiente directo de El Papa Negro, Carmen Pilar, la única mujer de siete hermanos (falta nombrar a Rafael, también torero, aunque no se cuenta entre los matadores).